# Tingsryds landsfiskalsdistrikt
Tingsryds landsfiskalsdistrikt var 1918–1964 ett landsfiskalsdistrikt i Kronobergs län, bildat när Sveriges indelning i landsfiskalsdistrikt trädde i kraft den 1 januari 1918, enligt beslut den 7 september 1917. Den 1 januari 1965 avskaffades i Sverige samtliga landsfiskaler och landsfiskalsdistrikt, och deras arbetsuppgifter delades upp på de nyskapade indelningarna polisdistrikt, åklagardistrikt och kronofogdedistrikt.
Landsfiskalsdistriktet låg under länsstyrelsen i Kronobergs län.

## Ingående områden
När Sveriges nya indelning i landsfiskalsdistrikt trädde i kraft den 1 oktober 1941 (enligt kungörelsen den 28 juni 1941) tillfördes Östra Torsås landskommun från Hovmantorps landsfiskalsdistrikt och Linneryds landskommun från det upplösta Älmeboda landsfiskalsdistrikt När Sveriges nya indelning i landsfiskalsdistrikt trädde i kraft den 1 januari 1952 (enligt kungörelsen 1 juni 1951) ändrades distriktets omfattning.

### Beskrivning enligt Svenska orter: atlas över Sverige med ortbeskrivning / Del I: ortbeskrivning
Tingsryds landsfiskalsdistrikt i Kronobergs län, Konga härad, Konga och Kinnevalds fögderi samt Östra Värends domsaga. Omfattar Uråsa, Nöbbele, Väckelsångs, Tingsås, Tingsryds köping och Södra Sandsjö kommuner. Areal (1931): 53 488 hektar, därav 47 654 hektar land. Folkmängd (1931):9 700.

### Från 1918
Konga härad:
- Nöbbele landskommun
- Södra Sandsjö landskommun
- Tingsås landskommun
- Uråsa landskommun
- Väckelsångs landskommun

#### Tillkomna senare
- Tingsryds köping, utbruten ur Tingsås landskommun den 1 januari 1921.[2]

### Från 1 oktober 1941
Konga härad:
- Linneryds landskommun
- Nöbbele landskommun
- Södra Sandsjö landskommun
- Tingsryds köping
- Tingsås landskommun
- Uråsa landskommun
- Väckelsångs landskommun
- Östra Torsås landskommun

### Från 1 januari 1952
- Linneryds landskommun
- Södra Sandsjö landskommun
- Tingsryds köping
- Väckelsångs landskommun
- Östra Torsås landskommun